# Logan Cooley
Logan Cooley (* 4. května 2004, Pittsburgh, Pensylvánie) je americký hokejový útočník, který v současnosti působí v týmu Arizona Coyotes v severoamerické lize NHL. Stejným klubem byl ve vstupním draftu 2022 vybrán v 1. kole jako 3. celkově.

## Hráčská kariéra
Na konci července 2023 podepsal s Kojoty vstupní tříletou nováčkovskou smlouvu.

## Statistiky

### Klubové statistiky
| Sezóna      | Klub                           | Soutěž      |     | Základní část | Základní část | Základní část | Základní část | Základní část |   | Play off | Play off | Play off | Play off | Play off |
| Sezóna      | Klub                           | Soutěž      | Z   | G             | A             | B             | TM            | Z             | G | A        | B        | TM       |          |          |
| 2020/21     | U.S. National Development Team | USHL        | 27  | 15            | 13            | 28            | 10            | —             | — | —        | —        | —        |          |          |
| 2021/22     | U.S. National Development Team | USHL        | 24  | 13            | 23            | 36            | 55            | —             | — | —        | —        | —        |          |          |
| 2022/23     | University of Minnesota        | NCAA        | 39  | 22            | 38            | 60            | 42            | —             | — | —        | —        | —        |          |          |
| 2023/24     | Arizona Coyotes                | NHL         | 82  | 20            | 24            | 44            | 18            | —             | — | —        | —        | —        |          |          |
| 2024/25     | Utah Hockey Club               | NHL         | 75  | 25            | 40            | 65            | 46            | —             | — | —        | —        | —        |          |          |
| NHL celkově | NHL celkově                    | NHL celkově | 157 | 45            | 64            | 109           | 64            | —             | — | —        | —        | —        |          |          |

### Reprezentace
| Rok                       | Tým                       | Soutěž                    | Z  | G  | A  | B  | TM |
| ------------------------- | ------------------------- | ------------------------- | -- | -- | -- | -- | -- |
| 2021                      | USA 18                    | MS-18                     | 5  | 0  | 2  | 2  | 0  |
| 2022                      | USA 18                    | MS-18                     | 6  | 3  | 7  | 10 | 4  |
| 2022                      | USA 20                    | MS-20                     | 5  | 2  | 4  | 6  | 4  |
| 2023                      | USA 20                    | MS-20                     | 7  | 7  | 7  | 14 | 2  |
| 2025                      | USA                       | MS                        | 9  | 4  | 7  | 11 | 0  |
| Juniorská kariéra celkově | Juniorská kariéra celkově | Juniorská kariéra celkově | 23 | 12 | 20 | 32 | 10 |